# Mohammad Amir Jatam
Mohammad Amir Jatam (1920 - 12 de septiembre de 1975) fue el comandante de la fuerza aérea iraní, asesor de Shah Mohammad Reza Pahlaví y el segundo marido de la princesa Fatemé Pahlaví, hermana de padre del Shah.

## Primeros años y educación
Hatam nació en Rasht en 1920. Su padre era dueño de una casa de té y más tarde ocupó de bienes raíces. Su madre era pariente del imam de los viernes de Teherán, descendiente de Nasereddín Shah Qayar.
Él era un graduado de la  American High School en Teherán y después, asistió a la escuela secundaria militar. En 1939, comenzó a estudiar en la fuerza aérea rama de la academia militar y se graduó como teniente segundo. Luego se fue al Reino Unido y se unió a los cursos de formación de pilotos. Se graduó en la Royal Air Force College Cranwell. También fue entrenado en la base aérea Furstenfeldbrook, Alemania, en la década de 1950.

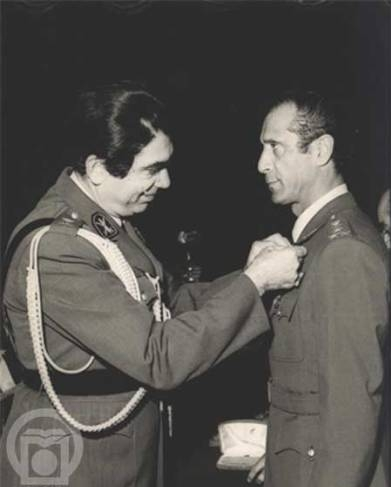
Gholam Reza Pahlaví (izquierda) y Mohammad Amir Jatam.

## Carrera
En 1946, fue nombrado piloto personal del Sha. Días antes del golpe de Estado del 19 de agosto de 1953, el 16 de agosto, el Shah en compañía de su segunda esposa, Soraya Esfandiarí Bajtiarí, y Abolfath Atabay escapó de Irán a Irak y luego a Italia por un avión pilotado por Jatam. En 1957, fue nombrado jefe del Estado Mayor de la Fuerza Aérea imperial. Sucedió a Hedayat Guilanshah en el cargo tras la muerte de este último en un accidente aéreo. Hasta su muerte en 1975, Jatam sirvió en el cargo.
Además se desempeñó como presidente de la junta directiva de la aerolínea nacional iraní y del consejo del Departamento de Aviación Civil. También fue copropietario de una empresa de construcción.

## Vida personal
Jatam se casó dos veces. Su primera esposa era su prima, con quien tuvo una hija. Ella murió en un accidente en 1954. Luego se casó con la princesa Fatemé Pahlaví, el 22 de noviembre de 1959, la hermana de padre del Sha. El Shah y su entonces prometida Farah Diba asistieron a la ceremonia de la boda.
Tuvieron dos hijos, Kambiz (nacido en 1961) y Ramín (nacido en 1967), y una hija, Parí (nacida en 1962).
Un informe desclasificado de la CIA sostiene que Jatam estaba cerca de Hoséin Fardust y Taqí Alavikiá, y que eran parte de un douré o círculo de asociados, que era uno de los elementos importantes, junto con las relaciones familiares en el funcionamiento político de Irán en la era Pahlaví. Hasta su muerte Jatam levantó su riqueza a casi US $ 100 millones.

## Muerte
Jatam murió en un accidente de ala delta el 12 de septiembre de 1975 en el Embalse de Dez, cerca de la ciudad de Dezful. Su muerte ha sido considerada como misteriosa y el Shah fue implicado en su muerte.

## Distinciones honoríficas[18]

### Iraníes
- Caballero de la Orden del Sol y el León [de primera clase].
- Medalla Conmemorativa de la Coronación de Mohammad Rezā Shāh Pahlaví (26/10/1967).
- Medalla Conmemorativa del 2.500 Aniversario del Imperio de Irán (14/10/1971).
- Medalla Conmemorativa de la Celebración del 2.500 Aniversario del Imperio de Irán (15/10/1971).

### Extranjeras
- Comendador de honor de la Real Orden Victoriana [CVO] (Reino Unido, 02/03/1961).
- Caballero gran cruz de la Orden del Mérito de la República Federal de Alemania (República Federal de Alemania, 21/10/1965).